# Peter Altenberg
Peter Altenberg, eredeti neve: Richard Engländer (Bécs, 1859. március 9. – Bécs, 1919. január 19.) osztrák költő.

## Élete
Írói álnevét Altenberg bei Linz kisváros neve után választotta. Középosztálybéli zsidó család sarja volt, de családjával minden kapcsolatot megszakított azzal, hogy abbahagyta úgy a jogi, mint az orvosi egyetemet, s a bohémizmust választotta állandó éleformájának. Megjelenése, kézírása nőies volt, köpenyt, szandált és széles karimájú kalapot viselt, s megvetette a „macsó” férfiasságot. Tehetségét Arthur Schnitzler fedezte fel 1894-ben, nagyra értékelte Hugo von Hofmannsthal és Karl Kraus is. Altenberg a bécsi impresszionizmus egyik fő híve, a mindennapi élet megfigyelésén alapuló rövid, aforisztikus történetek mestere volt. Első, Wie ich es sehe (1896) című gyűjteménye megjelenése után Hofmannsthal így írt: „Annak ellenére, hogy a könyv nem foglalkozik fontos dolgokkal, annyira jó lelkiismerettel rendelkezik, hogy azonnal látható: ez nem lehet német könyv. Ez valóban bécsi. Dicsekszik ezzel, úgy az eredetével, mint az attitűdjével is.”
A Fin de siècle idején, amikor Bécs a modern művészet és kultúra egyik központjává vált Altenberg befolyásos tagja volt a Jung-Wien néven ismert irodalmi és művészeti mozgalomnak. Karl Kraus, Gustav Mahler, Arthur Schnitzler, Gustav Klimt és Adolf Loos kortársa volt, akikkel igen szoros kapcsolatban állt. Életműve rövid, költői prózadarabokból áll, amelyik nem illeszthetőek a korban szokásos formai kategóriákba. Charles Baudelaire prózai költeményeinek esztétikája és a levelezőlapok térbeli korlátai ihlették (a levelezőlap először Ausztriában jelent meg 1869-ben). A nők és a gyermekek mindennapi utcai tevékenységével kapcsolatos megfigyeléseit tartalmazó könyve egész Bécsben ismertté tette. Mivel irodalmi munkássága javarészt akkor keletkezett, amikor különféle bécsi bárokba és kávézókba járt, Altenberget az utókor sokszor kávéház- vagy kabaréköltőként említi. Kedvenc kávéháza a Café Central volt, ahová még postáját is kézbesítették.
Egyesek szerint Altenberg drogos és nőcsábász volt, azt is híresztelték róla, hogy alkoholista és mentális betegségei vannak. Tisztelői mégis rendkívül kreatív egyéniségnek tartották, aki nagyon kedveli az esztétikát, a természetet és a fiatal lányokat. Köztudottan nagy, saját maga által készített fénykép- és rajzgyűjteménye volt fiatal lányokról, s akik ismerték többször is írtak Altenberg lányok iránti imádatáról. Sosem volt kereskedelmi szempontból sikeres író, de élete során a hírnév sok előnyét élvezte. Egyszer a Nobel-díjra is jelölték. Képeslapokra és papírdarabok hátára írt aforisztikus költeményei egy részét Alban Berg zenésítette meg. A művet 1913-ban mutatták be, Öt dal címen, Altenberg képes szövegével illusztrálva. A darab felfordulást váltott ki, az előadást is le kellett állítani, a művet teljes egészében csak 1952-ben mutatták be. 

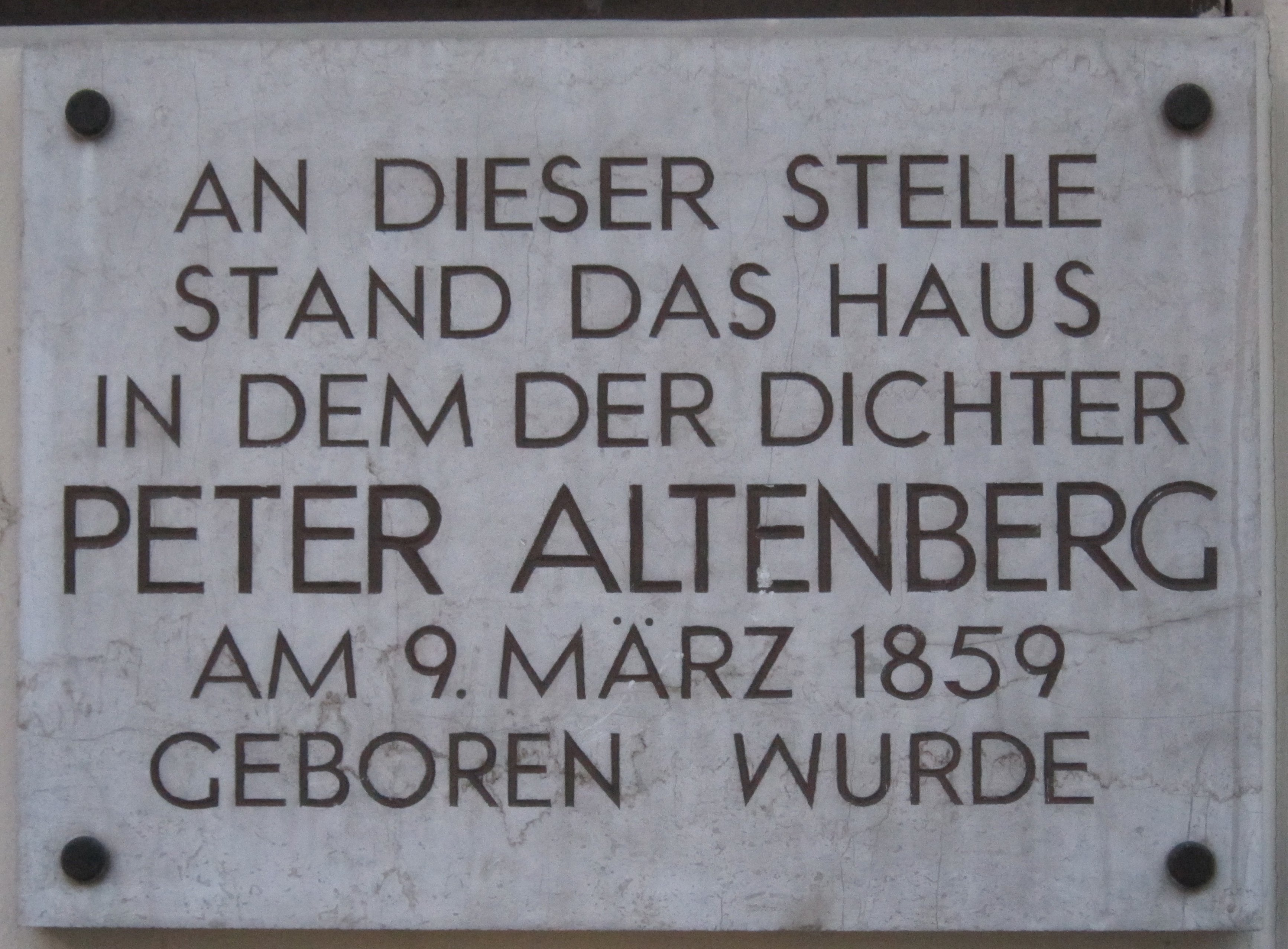
Emléktábla Altenberg bécsi szülőháza falán

Altenberg sok íróhoz és művészhez hasonlóan folyamatos pénzzavarral küzdött, de ügyesen barátkozott, mecénásokat szerzett, másokat vett rá arra, hogy fizessék étkezését, pezsgőjét, stb. Tehetségével, szellemességével, személyes varázsával "törlesztette" adósságait. Sosem nősült meg, a bécsi Zentralfriedhof-ban nyugszik. A klasszikus zenét játszó Altenberg Trio róla kapta nevét.

## Művei
- Ashantee. S. Fischer, Berlin, 1897; Loecker, Wien, 2008, ISBN 978-3-85409-460-9
- Was der Tag mir zuträgt. Fünfundfünfzig neue Studien. S. Fischer, Berlin, 1901 (und 6. Auflage, 1917)
- Prodromos. S. Fischer, Berlin, 1906
- Märchen des Lebens. S. Fischer, Berlin 1908; veränd. A. ebd., 1919
- Die Auswahl aus meinen Büchern. S. Fischer, Berlin, 1908
- Bilderbögen des kleinen Lebens. Erich Reiss, Berlin, 1909
- Neues Altes. S. Fischer, Berlin, 1911 (Digitalisat der UB Bielefeld)
- Semmering 1912. S. Fischer, Berlin, 1913; verm. A. ebd., 1919
- Fechsung. S. Fischer, Berlin, 1915
- Nachfechsung. S. Fischer, Berlin, 1916
- Vita ipsa. S. Fischer, Berlin, 1918
- Mein Lebensabend. S. Fischer, Berlin, 1919 (Digitalisat der UB Bielefeld)
- Der Nachlass von Peter Altenberg, zusammengestellt von Alfred Polgar. S. Fischer, Berlin, 1925
- Peter Altenberg. Auswahl von Karl Kraus, herausgegeben von Sigismund von Radecki. Atlantis, Zürich, 1963
- Das Buch der Bücher von Peter Altenberg, zusammengestellt von Karl Kraus. 3 Bände. Wallstein, Göttingen, 2009, ISBN 978-3-8353-0409-3
- Die Selbsterfindung eines Dichters. Briefe und Dokumente 1892–1896. Hrsg. und mit einem Nachwort von Leo A. Lensing. Wallstein, Göttingen, 2009, ISBN 978-3-8353-0552-6

### Magyarul
- Kislányok, asszonyok, szállodai szobalányok; ford. Brázay Emil; Pán, Timişoara, 192? (Pán könyvtár)

## Fordítás
- Ez a szócikk részben vagy egészben  a   Peter Altenberg című angol Wikipédia-szócikk ezen változatának fordításán alapul.  Az eredeti cikk szerkesztőit annak laptörténete sorolja fel. Ez a jelzés csupán a megfogalmazás eredetét és a szerzői jogokat jelzi, nem szolgál a cikkben szereplő információk forrásmegjelöléseként.